# Liao Hui
Liao Hui (廖辉S, Liào HuīP; Xiantao, 5 ottobre 1987) è un sollevatore cinese.

## Carriera
Ha vinto la medaglia d'oro olimpica nel sollevamento pesi alle Olimpiadi di Pechino 2008, in particolare nella categoria 69 kg maschile.
Nelle sue partecipazioni ai campionati mondiali di sollevamento pesi ha conquistato tre medaglie d'oro, tutte nella categoria 69 kg maschile, trionfando nelle edizioni 2009, 2013 e 2014. Aveva vinto anche nel 2010 ma venne squalificato per doping nel novembre 2011.
Nel corso della sua carriera ha realizzato 4 record mondiali, di cui 1 nella prova di strappo, 1 nella prova di slancio e 2 nel totale.